# La Aguada

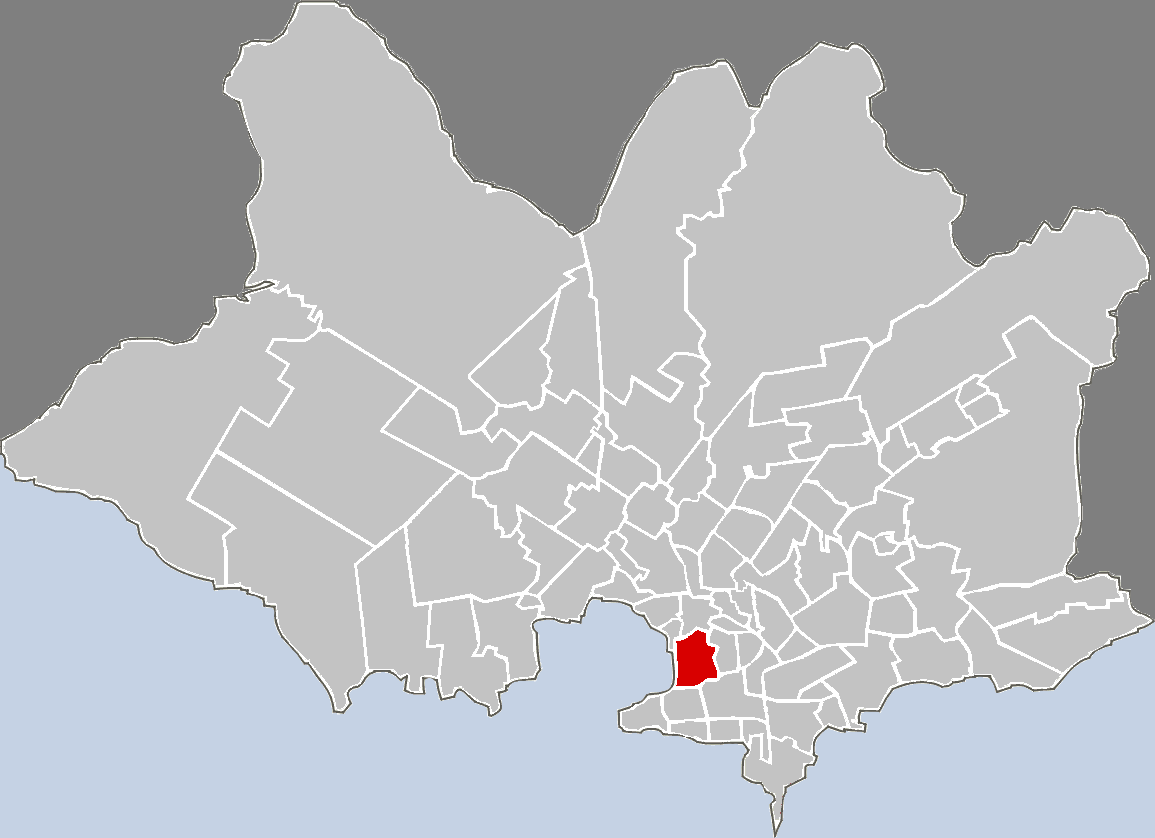
Lage von La Aguada in Montevideo

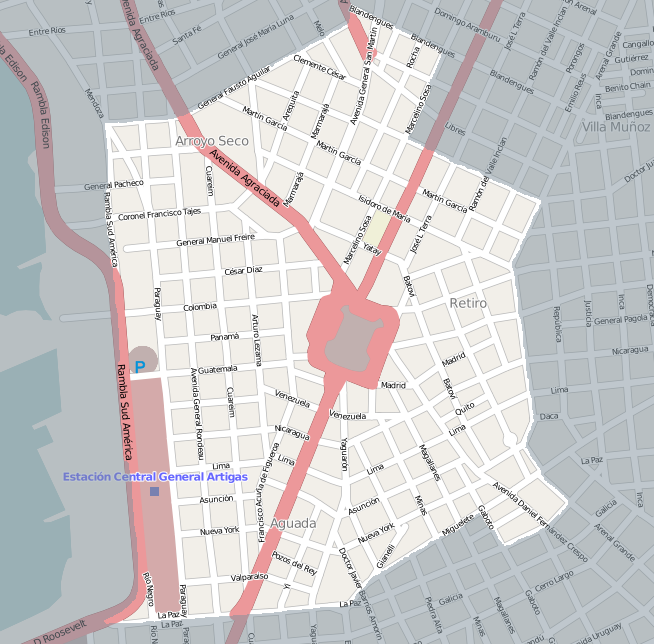
Plan von La Aguada

La Aguada ist ein Stadtviertel (Barrio) der uruguayischen Hauptstadt Montevideo.

## Lage
Es liegt in der Nähe des Stadtzentrums nördlich der Barrios Centro und Cordón. Im Westen befindet sich das Gebiet des Hafens von Montevideo, das zur Ciudad Vieja zählt. Im Osten grenzt das Barrio Villa Muñoz – Retiro an, während nördlich Reducto und Capurro - Bella Vista gelegen sind. Das Gebiet des Viertels wird dabei von Norden im Uhrzeigersinn ausgehend von den Straßen Gral. Aguilar, Avenida Millán, Blandengues, Avenida Gral. Flores, Dr. Juan José Amézaga, Arenal Grande, La Paz, Gaboto, Miguelete, Rambla Sudamérica, Gral. Caraballo und Mendoza eingegrenzt. Das Gebiet von La Aguada ist den Municipios B und C zugeordnet.

## Einwohner
Derzeit sind hier 17.983 Einwohner zu verzeichnen.(Stand: 2005)

## Geschichte
Der Ursprung des aus der Mitte des 18. Jahrhunderts stammenden Namens liegt in den zu dieser Zeit dort vorhandenen verschiedenen Quellen, wie etwa die Fuente de las Canarias oder Pozos del Rey. Bis zur Mitte des 19. Jahrhunderts war La Aguada ein teils ländlich geprägtes Viertel. Heutzutage ist es jedoch einer der bevölkerungsreichsten Stadtteile Montevideos.

## Infrastruktur und Beschreibung

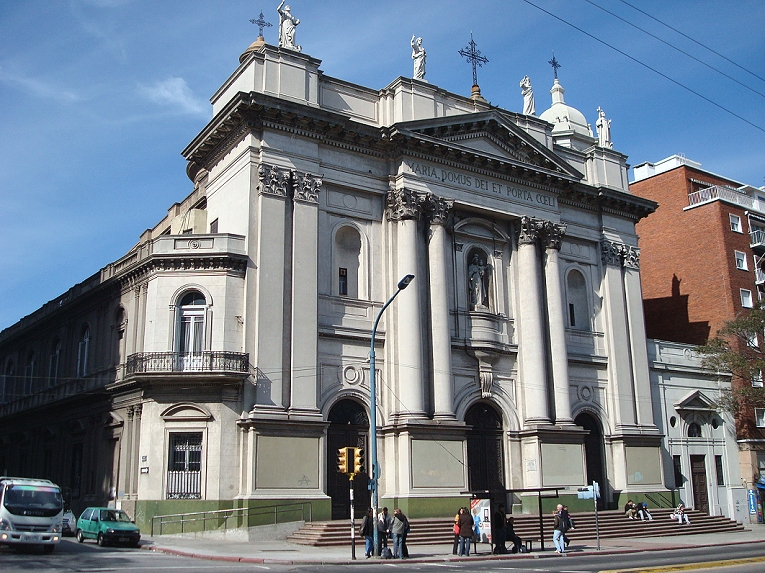
Basílica de Nuestra Señora del Carmen

Im Viertel befindet sich zentral der Palacio Legislativo, der am 25. August 1925 eingeweihte Sitz des uruguayischen Parlaments, auf den dort aus südwestlicher Richtung die Avenida Libertador Brig. Gral. Lavalleja stößt. Ferner liegt hier mit der Estación Central General Artigas der mittlerweile stillgelegte Hauptbahnhof Montevideos. Weiteres markantes Bauwerk in diesem Teil Montevideos ist der Torre de las Telecomunicaciones. Historisch bedeutend innerhalb des Barrios ist auch die Basílica de Nuestra Señora del Carmen, die Sitz der Primer Asamblea Nacional Constituyente, der ersten verfassungsgebenden Nationalversammlung, war.

### Bildung
Auch das Instituto de Profesores Artigas hat in La Aguada seinen Sitz. Ebenso befinden sich hier die Escuela de Hotelería und die  die Escuela Arroyo Seco der CETP-UTU und der durch die gleichnamige Lehrerin gegen Ende des 19. Jahrhunderts gegründete Kindergarten "Enriqueta Compte y Riqué".

### Wirtschaft
Der Energieversorgers UTE hat seinen Sitz unweit östlich des Hafens im Palacio de la Luz und auch dessen Rechenzentrum (UTE-Centro de Computos) ist zwei Häuserblocks südöstlich im Barrio gelegen.

### Sport
In La Aguada ist zudem der Basketball-Verein Club Atlético Aguada beheimatet.

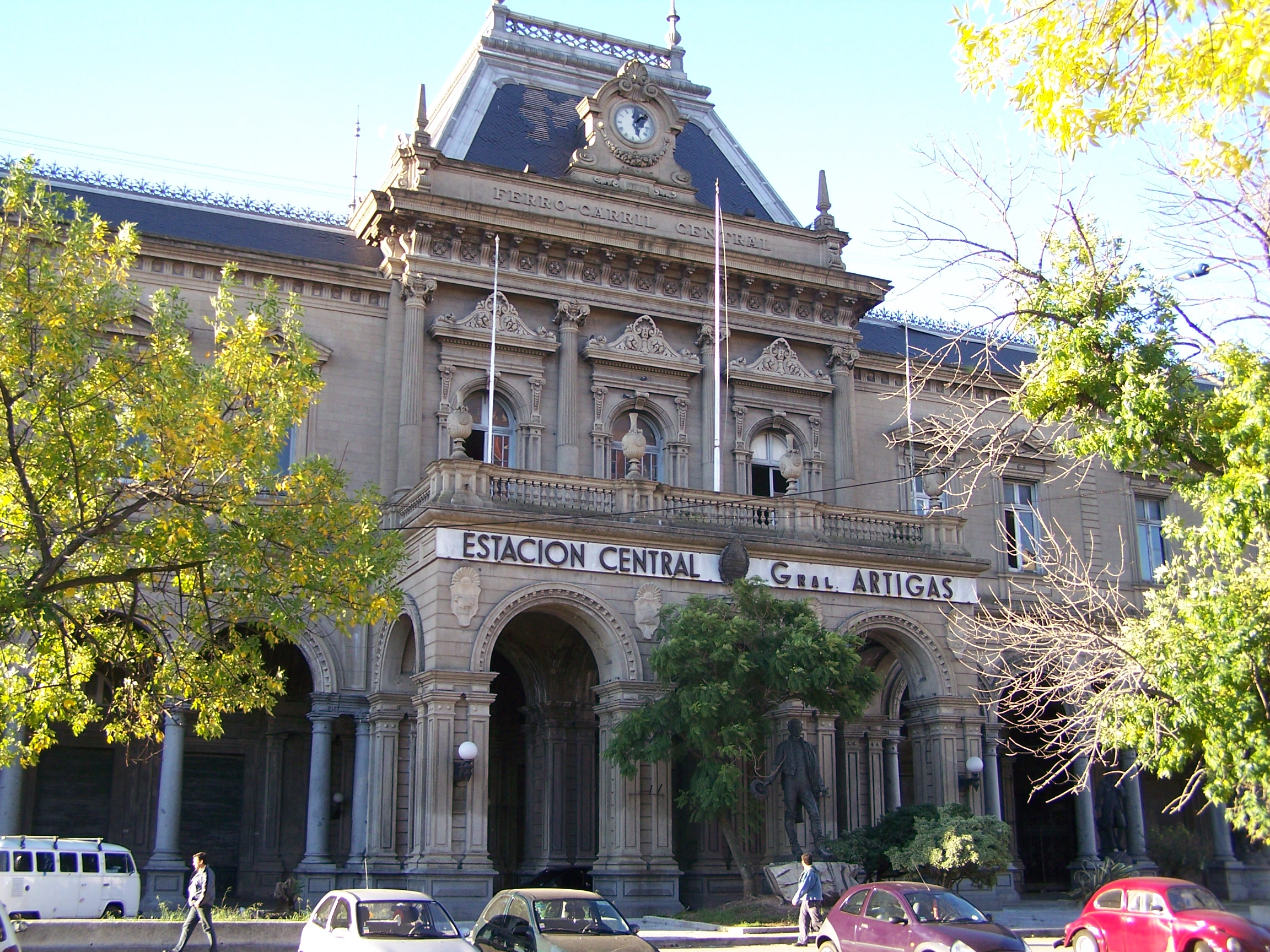
Frontansicht der Estación Central General Artigas
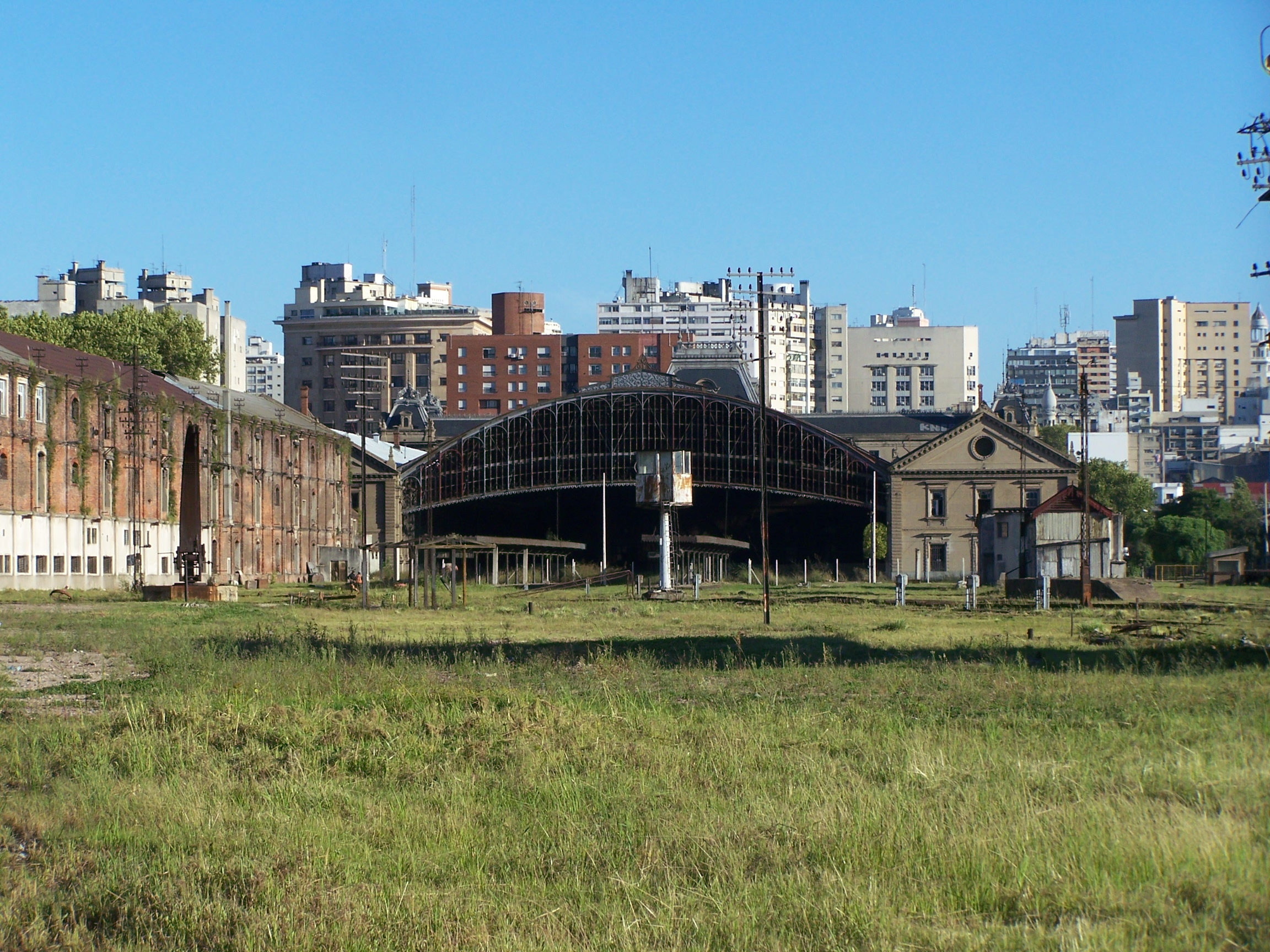
Der stillgelegte Hauptbahnhof
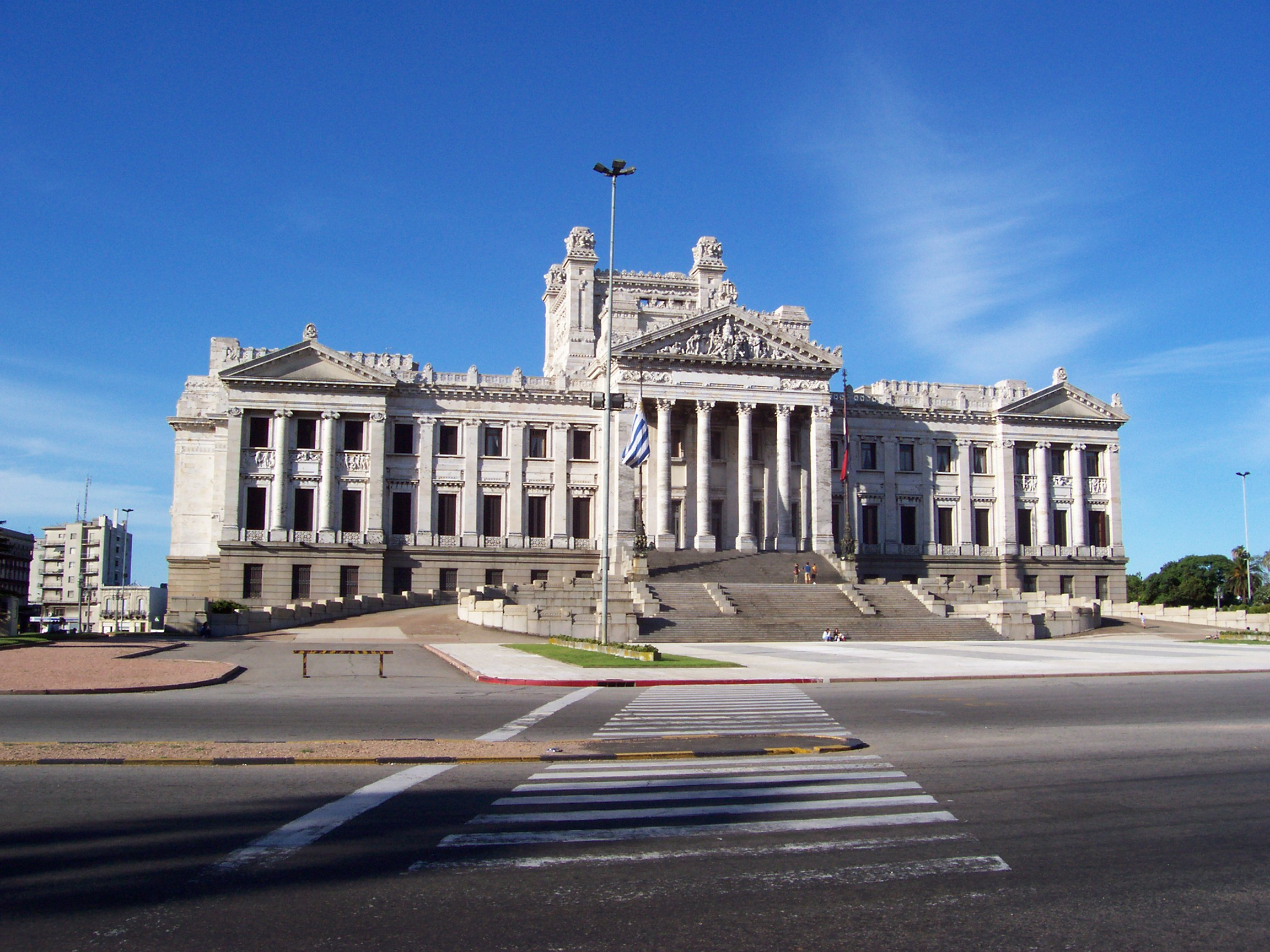
Palacio Legislativo
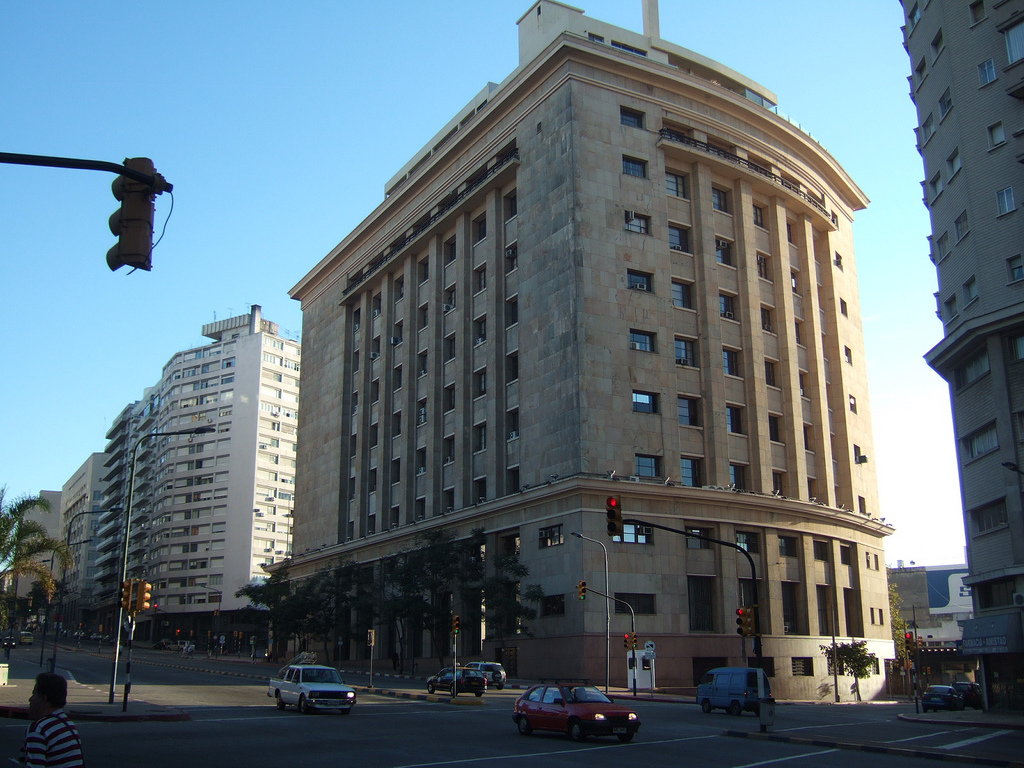
Avenida Libertador
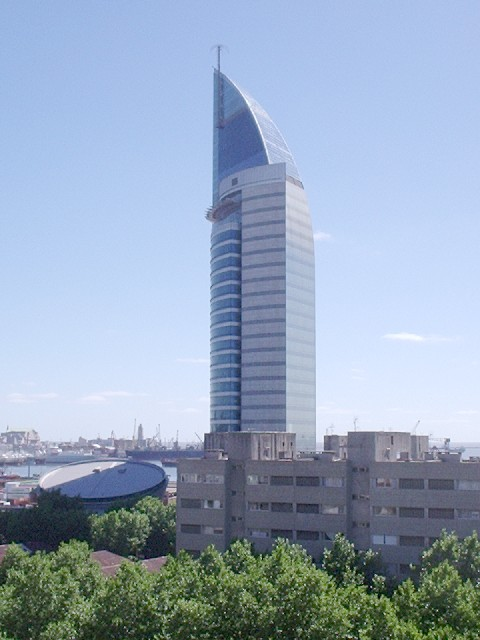
Torre de las Telecomunicaciones, auch Torre Antel